# فرانکلین جنیفر
فرانکلین جنیفر (انگلیسی: Franklyn Jenifer؛ زادهٔ ۲۶ مارس ۱۹۳۹) زیست‌شناس، استاد دانشگاه، کارآفرین، بازرگان و مدیر ارشد اجرایی آمریکایی است، که در حال حاضر به‌عنوان عضو هیئت مدیره شرکت شورون فعالیت می‌کند.